# Mikronesienspiele

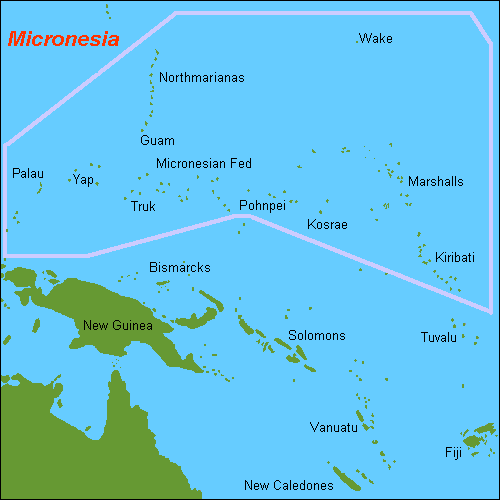
Karte von Mikronesien

Die Mikronesienspiele (englisch Micronesian Games oder MicrOlympics) sind sportliche Wettkämpfe mikronesischer Teilnehmer mit olympischem Charakter. Sie werden vom Micronesian Games Council organisiert.

## Geschichte
Die Mikronesienspiele wurden 1969 erstmals inoffiziell in Saipan auf den Nördlichen Marianen, welche politisch zu den Vereinigten Staaten gehören, ausgetragen. Obwohl diese Veranstaltung noch inoffiziell war, spricht man von den ersten Mikronesienspielen. Zwar war von Anfang an geplant, die Spiele regelmäßig durchzuführen, jedoch wurden die zweiten Mikronesienspiele erst 1990 ebenfalls in Saipan ausgetragen. Seitdem findet die Veranstaltung im olympischen Rhythmus alle vier Jahre statt.
Teilnehmen dürfen seit der ersten Auflage der Spiele Teilnehmer aus zehn Nationen und abhängigen Gebieten der Region Mikronesien. Dies umfasst die vier souveränen Staaten Marshallinseln, Kiribati, Nauru und Palau, die US-Außengebiete Nördliche Marianen und Guam sowie die vier Bundesstaaten der Föderierten Staaten von Mikronesien Chuuk, Pohnpei, Kosrae und Yap.

## Sportarten
| - Baseball - Basketball - Beachvolleyball - Fußball (seit 2014) - Golf - Kanusport (Auslegerkanu) - Leichtathletik | - Ringen - Schwimmen - Softball - Speerfischen - Tischtennis - Triathlon - Volleyball |

2006 fanden als Demonstrationswettbewerbe Kokosnussbaum klettern und Kokosnuss schälen statt. Diese werden als offizielle Wettbewerbe geführt, jedoch nicht im Medaillenspiegel einbezogen.

## Austragungen
| Austragung | Jahr | Austragungsort | Land                                   | Teilnehmende Nationen/Gebiete | Sportarten |
| ---------- | ---- | -------------- | -------------------------------------- | ----------------------------- | ---------- |
| I.         | 1969 | Saipan         | Trust Territory of the Pacific Islands | 6                             |            |
| II.        | 1990 | Saipan         | Nördliche Marianen                     | 7                             |            |
| III.       | 1994 | Agana          | Guam                                   | 9                             |            |
| IV.        | 1998 | Koror          | Palau                                  | 9                             |            |
| V.         | 2002 | Pohnpei        | Föderierte Staaten von Mikronesien     | 9                             |            |
| VI.        | 2006 | Saipan         | Nördliche Marianen                     | 9                             | 15         |
| VII.       | 2010 | Koror          | Palau                                  | 8                             | 15         |
| VIII.      | 2014 | Pohnpei        | Föderierte Staaten von Mikronesien     | 9                             | 14         |
| IX.        | 2018 | Yap-Inseln     | Föderierte Staaten von Mikronesien     | 10                            | 13         |
| X.         | 2024 | Majuro         | Marshallinseln                         | 10                            | 14         |
| XI.        | 2026 |                | Nauru                                  |                               |            |

## Ewiger Medaillenspiegel
Stand: nach den Spielen 2024
| Platz | Mannschaft         | Gold | Silber | Bronze | Gesamt |
| ----- | ------------------ | ---- | ------ | ------ | ------ |
| 1     | Guam               | 289  | 188    | 147    | 624    |
| 2     | Palau              | 284  | 317    | 293    | 893    |
| 3     | Nördliche Marianen | 256  | 220    | 179    | 655    |
| 4     | Marshallinseln     | 175  | 145    | 177    | 497    |
| 5     | Pohnpei            | 122  | 174    | 151    | 447    |
| 6     | Nauru              | 120  | 56     | 29     | 205    |
| 7     | Yap                | 53   | 73     | 71     | 197    |
| 8     | Chuuk              | 40   | 57     | 84     | 181    |
| 9     | Kosrae             | 19   | 21     | 69     | 109    |
| 10    | Ponape/Kusaie 1    | 17   | 16     | 10     | 43     |
| 11    | Kiribati           | 5    | 25     | 25     | 55     |